# Kazachski Związek Rugby
Kazachski Związek Rugby – ogólnokrajowy związek sportowy, działający na terenie Kazachstanu, posiadający osobowość prawną, będący jedynym prawnym reprezentantem kazachskiego rugby 15-osobowego i 7-osobowego, zarówno wśród mężczyzn, jak i kobiet we wszystkich kategoriach wiekowych w kraju i za granicą.
Odpowiedzialny jest za prowadzenie kazachskich drużyn narodowych, a także za szkolenie zawodników oraz organizowanie krajowych rozgrywek ligowych i pucharowych. Zrzesza 12 klubów i około 2500 zawodników.
Rugby zaczęło rozwijać się na terenie obecnego Kazachstanu w połowie lat sześćdziesiątych, drużyna z Ałma-Aty była kilkukrotnym mistrzem ZSRR, a jej zawodnicy występowali w reprezentacji tego kraju. Związek powstał w 1993 r., w 1997 został pełnym członkiem IRB, a w 1999 członkiem ARFU.
W wersji piętnastoosobowej reprezentantki kraju, oprócz pierwszej edycji, regularnie kwalifikują się do turnieju finałowego Pucharu Świata kobiet, natomiast mężczyźni począwszy od 2008 roku corocznie biorą udział w Asian Five Nations, wcześniej uczestnicząc w mistrzostwach Azji.
Drużyny siedmioosobowe, zarówno męska, jak i żeńska występują na igrzyskach azjatyckich.